# Плодопитомническое сельское поселение
Плодопитомническое се́льское поселе́ние — муниципальное образование в Рузаевском районе Мордовии Российской Федерации.
Административный центр — посёлок Плодопитомнический.

## История
Образовано в 2005 году в границах сельсовета.
Законом от 12 марта 2010 года, Аргамаковское сельское поселение и одноимённый ему сельсовет были упразднены, а входившей в них единственный населённый пункт был включён в Плодопитомническое сельское поселение и одноимённый ему сельсовет.

## Население
| 2002  | 2010  | 2012  | 2013  | 2014  | 2015  | 2016  |
| ----- | ----- | ----- | ----- | ----- | ----- | ----- |
| 1148  | ↗1201 | ↘1200 | ↘1191 | ↗1210 | ↘1205 | ↘1201 |
| 2017  | 2018  | 2019  | 2020  | 2021  |       |       |
| ↘1191 | ↘1180 | ↘1151 | ↘1114 | ↘1107 |       |       |

## Состав сельского поселения
| № | Населённый пункт   | Тип населённого пункта            | Население |
| - | ------------------ | --------------------------------- | --------- |
| 1 | 9 км               | посёлок железнодорожного разъезда | →19       |
| 2 | Аргамаково         | село                              | ↗428      |
| 3 | Плодопитомнический | посёлок                           | ↗721      |
| 4 | Ускляй             | село                              | ↘33       |